# Segretario di Stato per la difesa
Il Segretario di Stato per la difesa (in inglese: Secretary of State for Defence), detto anche Segretario di Stato alla difesa (in inglese: Defence Secretary) è un ministro della Corona nel governo del Regno Unito e capo del Ministero della difesa (MoD). L'ufficio fa parte del gabinetto britannico.
La carica fu creata il 1º aprile 1964 con la contemporanea soppressione di quelle di ministro della difesa, Primo Lord dell'Ammiragliato, Segretario di Stato per la guerra e Segretario di Stato per l'aeronautica.
L'attuale Segretario di Stato alla Difesa è John Healey, nominato dal primo ministro Keir Starmer, il 5 luglio 2024.

## Storia
La carica è stata creata nel 1964 come erede delle cariche di Ministro per il coordinamento della difesa (1936-1940) e di Ministro della difesa (1947-1964).

### Ministro per il coordinamento della difesa
La carica di ministro per il coordinamento della difesa venne creata nel 1936 e il ministro aveva il compito di supervisionare e coordinare il riarmo delle forze armate britanniche. La carica venne istituita dal primo ministro, Stanley Baldwin, in risposta alle critiche secondo le quali le forze armate britanniche erano inferiori rispetto alle forze armate della Germania nazista. Le critiche erano state mosse da Winston Churchill e molti si aspettavano che fosse nominato nuovo ministro e la scelta di Baldwin di nominare Sir Thomas Inskip ha suscitato grande stupore.
Nel 1939 a Sir Thomas Inskip successe il Primo Lord del Mare Ernle Chatfield. Allo scoppio della seconda guerra mondiale, il nuovo primo ministro Neville Chamberlain formò un gabinetto di guerra e ci si aspettava che Chatfield servisse come portavoce del Primo Lord dell'Ammiragliato, del Segretario di Stato per la guerra e del Segretario di Stato per l'aeronautica, ma considerazioni politiche portarono a includere tutti e tre i posti nel Gabinetto e il ruolo di Chatfield si dimostrò sempre più ridondante. Nell'aprile 1940 la carica fu formalmente sciolta e le funzioni trasferite ad altri ministri.
| Ministro | Ministro        | Ministro            | Primo ministro                      | Partito         | Inizio        | Fine            |
| -------- | --------------- | ------------------- | ----------------------------------- | --------------- | ------------- | --------------- |
|          |                 | Thomas Inskip       | Stanley Baldwin Neville Chamberlain | Conservatore    | 13 marzo 1936 | 29 gennaio 1939 |
|          | Ernle Chatfield | Neville Chamberlain | Indipendente                        | 29 gennaio 1939 | 3 aprile 1940 |                 |

### Ministro della Difesa
Alla sua nomina a Primo Ministro nel maggio 1940 Winston Churchill, durante la formazione del suo gabinetto, istituì per sé il nuovo incarico di Ministro della Difesa per esercitare una forma di controllo sul Comitato dello Stato Maggiore, stabilendo che il ministro fosse il Primo Ministro corrente. La carica venne creata in risposta a precedenti critiche secondo cui non c'era stato un chiaro ministro unico incaricato del perseguimento della seconda guerra mondiale.
Nel 1946, terminato il conflitto, il nuovo primo ministro Clement Attlee introdusse la figura del Ministro della Difesa, che divenne l'unica a livello di gabinetto che rappresentasse i militari, e andò a sostituire nel gabinetto di governo le tre cariche preesistenti: il Primo lord dell'ammiragliato, il segretario di Stato per la guerra e il segretario di Stato per l'aeronautica, cariche che vennero formalmente subordinate al Ministro della difesa.
| Ministro | Ministro           | Ministro          | Primo ministro                     | Partito          | Inizio           | Fine             |
| -------- | ------------------ | ----------------- | ---------------------------------- | ---------------- | ---------------- | ---------------- |
|          |                    | Winston Churchill | Winston Churchill                  | Conservatore     | 10 maggio 1940   | 27 luglio 1945   |
|          |                    | Clement Attlee    | Clement Attlee                     | Laburista        | 27 luglio 1945   | 20 dicembre 1946 |
|          | A. V. Alexander    | 20 dicembre 1946  | Clement Attlee                     | Laburista        | 28 febbraio 1950 |                  |
|          | Emanuel Shinwell   | 28 febbraio 1950  | Clement Attlee                     | Laburista        | 26 ottobre 1951  |                  |
|          |                    | Winston Churchill | Winston Churchill                  | Conservatore     | 28 ottobre 1951  | 1º marzo 1952    |
|          | Harold Alexander   | Indipendente      | Winston Churchill                  | 1º marzo 1952    | 18 ottobre 1954  |                  |
|          | Harold Macmillan   | Conservatore      | Winston Churchill                  | 18 ottobre 1954  | 7 aprile 1955    |                  |
|          | Selwyn Lloyd       | Conservatore      | Anthony Eden                       | 7 aprile 1955    | 20 dicembre 1955 |                  |
|          | Walter Monckton    | Conservatore      | Anthony Eden                       | 20 dicembre 1955 | 18 ottobre 1956  |                  |
|          | Antony Head        | Conservatore      | Anthony Eden                       | Conservatore     | 18 ottobre 1956  | 9 gennaio 1957   |
|          | Duncan Sandys      | Conservatore      | Harold Macmillan                   | 13 gennaio 1957  | 14 ottobre 1959  |                  |
|          | Harold Watkinson   | Conservatore      | Harold Macmillan                   | 14 ottobre 1959  | 13 luglio 1962   |                  |
|          | Peter Thorneycroft | Conservatore      | Harold Macmillan Alec Douglas-Home | 13 luglio 1962   | 1 aprile 1964    |                  |

### Segretari di Stato
Con la soppressione delle posizioni di Primo Lord dell'Ammiragliato, Segretario di Stato per la guerra e Segretario di Stato per l'aeronautica e con i singoli uffici delle forze armate britanniche le cui funzioni sono state trasferite al Ministero della Difesa, la carica di ministro è stata denominata Segretario di Stato per la Difesa il 1º aprile 1964.

#### Lista
I Segretari di Stato per la difesa del Regno Unito dal 1964 ad oggi sono i seguenti:
| Segretario | Segretario                                          | Segretario                                        | Primo ministro    | Partito      | Inizio           | Fine              |
| ---------- | --------------------------------------------------- | ------------------------------------------------- | ----------------- | ------------ | ---------------- | ----------------- |
|            |                                                     | Peter Thorneycroft Deputato per Monmouth          | Alec Douglas-Home | Conservatore | 1 aprile 1964    | 16 ottobre 1964   |
|            |                                                     | Denis Healey Deputato per Leeds East              | Harold Wilson     | Laburista    | 16 ottobre 1964  | 19 giugno 1970    |
|            |                                                     | Peter Carington VI barone Carington               | Edward Heath      | Conservatore | 20 giugno 1970   | 8 gennaio 1974    |
|            | Ian Gilmour Deputato per Central Norfolk            | 8 gennaio 1974                                    | Edward Heath      | Conservatore | 4 marzo 1974     |                   |
|            |                                                     | Roy Mason Deputato per Barnsley                   | Harold Wilson     | Laburista    | 5 marzo 1974     | 10 settembre 1976 |
|            | Fred Mulley Deputato per Sheffield Park             | James Callaghan                                   | 10 settembre 1976 | Laburista    | 4 maggio 1979    |                   |
|            |                                                     | Francis Pym Deputato per Cambridgeshire           | Margaret Thatcher | Conservatore | 5 maggio 1979    | 5 gennaio 1981    |
|            | John Nott Deputato per St Ives                      | 5 gennaio 1981                                    | Margaret Thatcher | Conservatore | 6 gennaio 1983   |                   |
|            | Michael Heseltine Deputato per Henley               | 6 gennaio 1983                                    | Margaret Thatcher | Conservatore | 7 gennaio 1986   |                   |
|            | George Younger Deputato per Ayr                     | 7 gennaio 1986                                    | Margaret Thatcher | Conservatore | 24 luglio 1989   |                   |
|            | Tom King Deputato per Bridgwater                    | Margaret ThatcherJohn Major                       | 24 luglio 1989    | Conservatore | 10 aprile 1992   |                   |
|            | Malcolm Rifkind Deputato per Edinburgh Pentlands    | John Major                                        | 10 aprile 1992    | Conservatore | 5 luglio 1995    |                   |
|            | Michael Portillo Deputato per Enfield Southgate     | John Major                                        | 5 luglio 1995     | Conservatore | 2 maggio 1997    |                   |
|            |                                                     | George Robertson Deputato per Hamilton South      | Tony Blair        | Laburista    | 3 maggio 1997    | 11 ottobre 1999   |
|            | Geoff Hoon Deputato per Ashfield                    | 11 ottobre 1999                                   | Tony Blair        | Laburista    | 6 maggio 2005    |                   |
|            | John Reid Deputato per Airdrie and Shotts           | 6 maggio 2005                                     | Tony Blair        | Laburista    | 5 maggio 2006    |                   |
|            | Des Browne Deputato per Kilmarnock and Loudoun      | Tony BlairGordon Brown                            | 5 maggio 2006     | Laburista    | 3 ottobre 2008   |                   |
|            | John Hutton Deputato per Barrow and Furness         | Gordon Brown                                      | 3 ottobre 2008    | Laburista    | 5 giugno 2009    |                   |
|            | Bob Ainsworth Deputato per Coventry North East      | Gordon Brown                                      | 5 giugno 2009     | Laburista    | 11 maggio 2010   |                   |
|            |                                                     | Liam Fox Deputato per North Somerset              | David Cameron     | Conservatore | 11 maggio 2010   | 14 ottobre 2011   |
|            | Philip Hammond Deputato per Runnymede and Weybridge | 14 ottobre 2011                                   | David Cameron     | Conservatore | 15 luglio 2014   |                   |
|            | Michael Fallon Deputato per Sevenoaks               | David CameronTheresa May                          | 15 luglio 2014    | Conservatore | 1º novembre 2017 |                   |
|            | Gavin Williamson Deputato per South Staffordshire   | Theresa May                                       | 2 novembre 2017   | Conservatore | 1º maggio 2019   |                   |
|            | Penny Mordaunt Deputata per Portsmouth North        | Theresa May                                       | 1º maggio 2019    | Conservatore | 24 luglio 2019   |                   |
|            | Ben Wallace Deputato per Wyre and Preston North     | Boris JohnsonLiz TrussRishi Sunak                 | 24 luglio 2019    | Conservatore | 31 agosto 2023   |                   |
|            | Grant Shapps Deputato per Welwyn Hatfield           | Rishi Sunak                                       | 31 agosto 2023    | Conservatore | 5 luglio 2024    |                   |
|            |                                                     | John Healey Deputato per Rawmarsh and Conisbrough | Keir Starmer      | Laburista    | 5 luglio 2024    |                   |